# Піт Девідсон
Пітер Майкл «Піт» Девідсон (англ. Peter Michael «Pete» Davidson; нар.. 16 листопада 1993, Стейтен-Айленд, Нью-Йорк, США) — американський актор, комік, сценарист. Учасник комедійного шоу Saturday Night Live, шоу на MTV Guy Code, Wild'n Out і Failosophy, а також запрошена зірка серіалу «Бруклін 9-9». Він виступав зі стендапом у «Джиммі Кіммел наживо!», House Party Адама Дивайна і Comedy Underground Дейва Аттелла.

## Раннє життя
Девідсон народився 16 листопада 1993 року в Стейтен-Айленді, Нью-Йорк, в родині Емі (уроджена Вотерс) та Скотта Метью Девідсонів. Його батько єврейського походження, а мати — ірландського. Піт був вихований католиком. У нього є молодша сестра, Кейсі. Його батько працював у Нью-Йорку пожежником і загинув на службі під час терактів 11 вересня 2001 року. Хлопчик, якому було тоді сім років, глибоко пережив цю втрату. Згодом в інтерв'ю «The New York Times» актор назвав цей досвід «приголомшливим» і зізнався, що внаслідок переживань він виривав на собі волосся, поки не став лисим. У жовтні 2016 року Девідсон розповів у ранковому радіо-шоу «The Breakfast Club», що він боровся із суїцидальними думками, коли був молодшим, і що музика репера Кіда Каді врятувала йому життя.
Девідсон вперше спробував себе в ролі стендапера в 16-річному віці у боулінг-клубі в Стейтен-Айленді, де група друзів, знаючи про його комедійні устремління, наважилася вийти на сцену. Він зробив це лише після вживання марихуани. Девідсон страждає на хворобу Крона приблизно з 17-18-річного віку і заявляв, що «не може функціонувати» без марихуани. За його словами, всі його спроби виступати без канабісу в «Saturday Night Live» були невдалими. «Я можу виступати, коли я не накурений, але я не отримаю великого задоволення», - заявляв Девідсон. .
Піт навчався в католицькій школі Святого Йосипа, а потім у середній школі Тоттенвілла (обидві - в Стейтен-Айленді) і в школі Святого Франциска Ксаверія в Брукліні, яку закінчив у 2011 році. Його мати досі працює медсестрою у цій школі. Після закінчення школи він вступив до коледжу Святого Франциска в Бруклін-Хайтсі, але незабаром покинув навчання.

## Кар'єра
Перша поява Девідсона на екрані відбулася в третьому епізоді комедійного серіалу MTV «Failosophy», прем'єра якого відбулася 28 лютого 2013 року. Наступного місяця він з'явився у чотирьох епізодах третього сезону комедійного реаліті-шоу MTV2 «Guy Code». У червні цього року відбувся його перший телевізійний стендап, який транслювався в рамках епізоду другого сезону програми Gotham Comedy Live каналу Comedy Central. Наступного місяця він повернувся на MTV2 у шоу Ніка Кеннона «Wild'n Out», з'явившись у шести епізодах.
Згодом Девідсон з'являвся на телебаченні в «Бруклін 9-9», а також у пілоті «Тверезий компаньйон» від «Fox», але зрештою не потрапив до цього серіалу.
Девідсон приєднався до акторського складу «Saturday Night Live» у прем'єрній серії 40-го сезону 27 вересня 2014 року. У 20-річному віці він був першим актором SNL, який народився в 1990-х роках, і одним із наймолодших акторів в історії шоу. Піту була надана можливість пройти прослуховування в шоу через регулярного актора Білла Гейдера, з яким він познайомився під час зйомок у невеликій ролі в комедійному фільмі Джадда Апатоу «Дівчина без комплексів» 2015 року. Згодом Гейдер розповів продюсеру Лорну Майклзу про нього. Його дебют отримав позитивні відгуки критиків. Найбільш помітним був скетч в стилі Індіани Джонса, в якому він і Двейн Джонсон, після того як їх обстріляли отруйними дротиками, були змушені взаємно висмоктувати отруту з різних частин тіла один одного, зрештою опинившись у позі «69». Інший був пов'язаний з тим, що Девідсона було застрелено в груди стрілою Нормана Рідуса.
У березні 2015 року Піт був учасником прожарювання від «Comedy Central» Джастіна Бібера, і його сет був визнаний одним із найкращих у шоу. Серед його сміливіших жартів був жарт про фільм «Ульотний транспорт», в якому знімалися інші учасники цієї прожарки, Снуп Догг і Кевін Гарт. Девідсон, чий батько пожежник загинув у терактах 11 вересня 2001 року, назвав цей фільм «найгіршим досвідом у моєму житті за участю літака».
У 2016 році Девідсон був включений до списку Forbes 30 Under 30 у категорії «Голлівуд та розваги». У квітні того ж року Comedy Central зняв у Нью-Йорку перший спешл Девідсона Pete Davidson: SMD.
У січні 2019 року було оголошено, що Девідсон з Джоном Малейні вирушать у турне по штатах Нью-Йорк, Нью-Джерсі, Пенсільванія та Массачусетс на серію комедійних шоу під назвою Sundays with Pete & John. Вони стали близькими друзями, виступаючи разом на The Tonight Show Джиммі Феллона і Saturday Night Live. У травні цього року, після фіналу 44-го сезону SNL, Тревіс М. Ендрюс з The Washington Post визнав Девідсона найнезабутнішим виконавцем цього сезону і проривом року, пояснивши це особистою боротьбою і визнанням своїх комедійних помилок.

## Комедійний стиль
Девідсон отримав високу оцінку за те, що він заснував свою комедію на власному житті і використовував аспекти свого життя, які роблять його доступним для аудиторії. Торкаючись таких тем, як марихуана, секс, стосунки та інциденти, з якими він стикається, включають події з його незручного студентського досвіду, коли він жив у гуртожитку під час свого короткого перебування в коледжі. Піт жартує на дуже делікатні теми, включаючи втрату батька під час атак 11 вересня 2001 року. Він каже, що вважає, що це дає йому можливість впоратися з почуттям безсилля, яке він переживав у юному віці. Він фанат франшизи Гаррі Поттер і включив цей матеріал до своїх комедійних робіт.

## Критика
Римсько-католицька єпархія Брукліна вимагала вибачень від Девідсона після того, як він порівняв католицьку церкву з R. Kelly. У заяві, розміщеній на своєму вебсайті, католицька церква розкритикувала «ганебну і образливу пародію», висловивши далі думку:
Девідсон зазнав жорсткої критики за те, що знущався з пов'язки на оці Дена Креншо, яка закриває травму, яку він отримав, коли служив у ВМС США в Афганістані. Піт порівняв Креншо з «Хітменом у порнофільмі», і додав: «Я шкодую, я знаю, що він втратив око під час війни або ще десь».
У результаті Девідсон і Креншо з'явилися разом у Saturday Night Live. Піт вибачився перед Деном, заявивши: «Я сказав це від щирого серця, це був поганий вибір слів… Ця людина — герой війни, і він заслуговує на всю повагу у світі». Креншо вибачився і закликав американців «ніколи не забувати служби і жертв наших ветеранів». Він також вшанував пам'ять батька Девідсона, пожежника, який загинув у терактах 11 вересня 2001. Ден та інші припускають, що жарт, можливо, допоміг йому виграти вибори представника 2-го виборчого округу штату Техас у Конгресі США на проміжних виборах.

## Особисте життя
Станом на квітень 2019 року Девідсон жив у Стейтен-Айленді, Нью-Йорк зі своєю матір'ю.
Його батько був нью-йоркським пожежником та першим рятувальником під час терактів 11 вересня 2001 року. На лівій руці Піта є татуювання з номером батькового значка — 8418 .
Девідсон підтримав Гілларі Клінтон на президентських виборах США в 2016 році, і 5 грудня 2017 року він заявив у своєму акаунті в Instagram, що він зробив татуювання на нозі, присвячену Клінтон, яку він назвав своїм «героєм», «задиркою» та «одною з найсильніших людей у Всесвіті». Сама Клінтон подякувала Девідсону за комплімент .
Піту був поставлений діагноз хвороби Крона приблизно в 17-18-річному віці, у зв'язку з цим він отримує внутрішньовенне лікування і використовував медичну марихуану як знеболюючий засіб. 6 березня 2017 року Девідсон оголосив у своєму акаунті в Instagram, що покинув наркотики і вперше за вісім років став тверезим . Під час інтерв'ю на подкасті коміка Марка Марона Піт пояснив, що єдиним наркотиком, який він використав, була марихуана, і хоча з тих пір він значно скоротив його вживання, особисті проблеми були результатом щоденного куріння марихуани, як він думав, насправді ж вони були викликані емоційно нестабільним розладом особистості, від якого він з тих пір проходить лікування .
Девідсон зустрічався з комікессею Карлі Акіліно з 2014 по 2015 рік та з Каззі Девід з 2016 по 2018 рік. 20 червня 2018 року Піт підтвердив, що він і співачка Аріана Гранде були заручені. 14 жовтня 2018 року було повідомлено, що заручини розірвані. В альбомі Гранде Sweetener 2018 року є пісня Pete Davidson. Вона також послалася на нього в пісні «Thank U, Next» зі словами: «Навіть майже вийшла заміж, а за Піта я така вдячна». У супровідній частині музичного кліпу було зображено пару з написом: «Вибач, я опустила Піта. Я люблю тебе завжди. Дуже», мабуть, що це вибачення за розлучення.
15 грудня 2018 року Девідсон поділився відвертим постом у Instagram, в якому висловив думки про самогубство, перш ніж повністю видалити свій аккаунт у соціальній мережі. Занепокоєння Гранде, його друзів та користувачів інтернету призвело до того, що Департамент поліції Нью-Йорка провів оздоровчий огляд Піта, якого знайшли у студії Saturday Night Live. Девідсон з'явився в SNL лише один раз в епізоді, в якому він представив музичне виконання Майлі Сайрус, Марка Ронсона та Шона Леннона. Піт повернувся до SNL у наступному епізоді, 19 січня 2019 року, де він разом із коміком та колишнім сценаристом SNL Джоном Малейні посилалися на його гучний пост у Instagram.
Наприкінці січня 2019 року Девідсон почав зустрічатися з актрисою Кейт Бекінсейл. Вперше їх побачили разом на церемонії вручення премії « Золотий глобус». Вони вперше з'явилися разом на публіці на хокейній грі в Медісон Сквер Гарден у Нью-Йорку 3 березня. Станом на кінець квітня 2019 пара розлучилася після майже чотирьох місяців. Наприкінці серпня 2019-го стало відомо, що Девідсон почав зустрічатися з актрисою Маргарет Кволлі. Через місяць вони розлучилися . Після кількох місяців стосунків наприкінці 2019 року він розлучився з Каєю Гербер. 2021 року він почав зустрічатися з актрисою Фібі Дайневор. У серпні 2021 року ЗМІ повідомили, що вони розлучилися, проте вони не підтверджували цю інформацію.
У лютому 2022, ЗМІ поширили фотографії на яких Піт Девідсон і зірка шоу "Кардашьяни" — Кім Кардашьян, гуляли разом. Вже через місяць пара офіційно підтвердила свої стосунки.

## Фільмографія

### Фільми
| Рік  | Назва                           | Оригінальна назва                | Роль                    | Примітка               |
| ---- | ------------------------------- | -------------------------------- | ----------------------- | ---------------------- |
| 2013 | Товстун                         | TubbyMan                         | сантехнік               | Короткометражний фільм |
| 2014 | Школа танців                    | School Dance                     | Стінкфінгер             |                        |
| 2015 | Дівчина без комплексів          | Trainwreck                       | пацієнт лікаря Коннера  |                        |
| 2018 | Підстава                        | Set It Up                        | Данкан                  |                        |
| 2019 | Дорослі на повну                | Big Time Adolescence             | Зік                     |                        |
| 2019 | Чого хочуть чоловіки            | What Men Want                    | Денні                   |                        |
| 2019 | Бруд                            | The Dirt                         | Том Зутот               |                        |
| 2019 | Angry Birds у кіно 2            | The Angry Birds Movie 2          | орел Джері              | Озвучка                |
| 2020 | Кидки Хесуса                    | The Jesus Rolls                  | Джек                    |                        |
| 2020 | Король Стейтен-Айленда          | The King of Staten Island        | Скотт                   | Також сценарист        |
| 2021 | Загін самогубців: Місія навиліт | The Suicide Squad                | Річард Хертц / Блекхард |                        |
| 2023 | Тіло Тіло Тіло                  | Bodies Bodies Bodies             | Девід                   |                        |
| 2023 | Трансформери: Повстання звірів  | Transformers: Rise of the Beasts | Міраж                   | Озвучка                |
| 2023 | Дурні гроші                     | Dumb Money                       | Кевін Гілл              |                        |
| 2025 | Людопес                         | Dog Man                          | Піті                    | Озвучка                |
| 2026 | Як пограбувати банк             | How to Rob a Bank                |                         |                        |

### Телебачення
| Рік        | Назва                                              | Оригінальна назва                           | Роль                          | Примітка                                      |
| ---------- | -------------------------------------------------- | ------------------------------------------- | ----------------------------- | --------------------------------------------- |
| 2013       | Мальчуковий код                                    | Guy Code                                    | У ролі себе                   | 4 епізоди                                     |
| 2013-17    | Нік Кеннон представляє: Дикий відрив               | Nick Cannon Presents: Wild 'n Out           | У ролі себе                   | 7 епізодів                                    |
| 2013       | Бруклін 9-9                                        | Brooklyn Nine-Nine                          | Стівен                        | Епізод: «The Slump»                           |
| 2013       | Домашня вечірка Адама Дивайна                      | Adam DeVine's House Party                   | У ролі себе                   | Гість; Сезон 13, епізод 14: «5 Chefs Compete» |
| 2014-н. в. | Суботнього вечора у прямому ефірі                  | Saturday Night Live                         | У ролі себе та в різних ролях |                                               |
| 2015       | Прожарювання Джастіна Бібера                       | Comedy Central Roast                        | У ролі себе (прожарник)       | ТБ поспішав                                   |
| 2016       | Прожарювання Роба Лоу                              | Comedy Central Roast                        | У ролі себе (прожарник)       | ТБ поспішав                                   |
| 2016       | Піт Девідсон: SMD                                  | Pete Davidson: SMD                          | У ролі себе                   | Стендап поспішав                              |
| 2016       | Шоу Джима Гаффігана                                | The Jim Gaffigan Show                       | Джеффі                        | Епізод: «The List»                            |
| 2017       | Суботнім вечором у прямому ефірі: Вихідні у середу | Saturday Night Live Weekend Update Thursday | У ролі себе                   | Епізод: «4.3»                                 |
| 2018       | Битва фонограм                                     | Lip Sync Battle                             | У ролі себе                   | Епізод: Pete Davidson vs. Michael Bolton"     |
| 2021       | Новачок                                            | Rookie                                      | Піт Нолан                     | Епізод: "ACH"                                 |